# Кто я
«Кто я» (нем. Who Am I – Kein System ist sicher, буквально — «Кто я — ни одна система не безопасна») — немецкий фильм-триллер режиссёра Барана бо Одара, вышедший на экраны в 2014 году и повествующий о берлинской группе хакеров, стремящейся к всемирной славе. Фильм был снят в Берлине и Ростоке. Впервые картина была показана в разделе современной мировой кинематографии на Международном кинофестивале в Торонто 2014 года.
Лента получила три премии Deutscher Filmpreis — за лучший монтаж (Роберт Ресач), лучшую работу художника-постановщика (Зильке Бур) и лучший звук, а также была номинирована в трёх других категориях: за лучший фильм, лучший сценарий и лучшую операторскую работу.
Теглайн: «Каждый видит то, что хочет видеть».

## Сюжет
С детства Беньямин Энгель (Том Шиллинг) был замкнутым ребёнком, испытывавшим сложности в общении со сверстниками. Не будучи способным реализоваться в человеческом социуме, Беньямин проводит всё больше и больше времени за компьютером и к окончанию школы становится хакером высокого класса.
Ещё со школы Беньямин влюблен в свою одноклассницу Мари (Ханна Херцшпрунг). Работая разносчиком пиццы, он случайно встречает её в библиотеке и, узнав, что она готовится к экзамену, пытается достать для неё ответы на вопросы экзамена, но попадается при попытке проникновения в компьютерную сеть университета. Суд приговаривает Беньямина к общественным работам.
Во время уборки улицы Беньямин знакомится с Максом (Элиаc М’Барек) который уговаривает Беньямина присоединиться к группе хакеров, в которую помимо Макса входят Штефан (Вотан Вильке Меринг) и Пауль (Антуан Моно мл.). Вместе группа выставляет на посмешище в сети съезд неонацистов.
Беньямин — завсегдатай Даркнета. Желая добиться признания корифеев хакерского мира, а в особенности, группировки FR13NDS и их лидера MRX, Бенджамин, Макс, Штефан и Пауль создают свою группировку CLAY («Clowns Laughing At You» — «Клоуны Смеются Над Вами») и совершают несколько шумных взломов сетей, используя не столько технические приемы, сколько методы социальной инженерии. Однако взломы CLAY «некоммерческие» (пранки, дефейсинг) и на очередной встрече в чате даркнета местные корифеи вручают CLAY символическую погремушку.
Раздосадованные CLAY используя фишинг проникают в сеть BND. Помимо привычного пранка Беньямин копирует материалы о группе FR13NDS и после ссоры с Максом и находясь под воздействием наркотиков посылает эту информацию MRX. На следующий день CLAY узнают об убийстве хакера по кличке Криптон, который был членом FR13NDS и, одновременно, информатором BND. В убийстве обвиняют членов CLAY. Чтобы обелить свое имя, Беньямин связывается с MRX и тот дает CLAY задание внедрить в сеть Европола троянскую программу-бэкдор. Штефан внедряет в программу MRX троян, который позволил бы CLAY деанонимизировать MRX, однако MRX ожидал этого. Программа-ключ к месту в даркнете, где проходит связь Беньямина и MRX, сама является трояном, позволившим деанонимизировать Беньямина. Пауля, Макса, Штефана и Наю убивает русская мафия, самому же Беньямину удаётся бежать. Понимая, что выхода нет, он добровольно сдается Ханне Линдберг (Трине Дюрхольм), специальному агенту Европола по борьбе с киберпреступностью. Сценой допроса Беньямина Ханной начинается фильм.
Бенджамин просит гарантировать ему безопасность взамен на деанонимизацию MRX. Используя технологию, аналогичную той, что использовал MRX для нахождения CLAY, Беньямин предоставляет Европолу полную информацию о MRX. MRX арестовывают в Нью-Йорке. Европол отказывается переквалифицировать Беньямина из обвиняемого в свидетеля, однако Ханна, ознакомившись с некоторыми деталями биографии Беньямина и выясняя всю историю группы CLAY, решается помочь ему, предоставив Беньямину пятиминутный доступ к серверам Европола. Этого оказывается достаточно, чтобы Беньямин полностью уничтожил информацию о себе и создал себе новое Я. Ханна отпускает Беньямина на свободу.
В финале Беньямин плывёт на пароме в Данию. В руках у него конверт с новым свидетельством о рождении. Беньямин рассказывает зрителю о том, что же на самом деле произошло с группой CLAY, называя эту историю «величайшим хаком в истории социальной инженерии».

## В ролях
| Персонаж         | Актёр               |
| ---------------- | ------------------- |
| Бенджамин Энгель | Том Шиллинг         |
| Ханна Линдберг   | Трине Дюрхольм      |
| Макс             | Элиас М’Барек       |
| Штефан           | Вотан Вильке Мёринг |
| Пауль            | Антуан Моно мл.     |
| Мари             | Ханна Херцшпрунг    |
| Оскар            | Леопольд Хорнунг    |
| Мартин Бомер     | Штефан Кампвирт     |
| Хильда Энгель    | Катарина Матц       |
| MRX              | Леонхард Каров      |

## Прокат
Венгерская премьера состоялись 9 июля 2015 года, российская премьера — 13 августа 2015 года, японская — 12 сентября 2015 года.

## Саундтрек
- Boys Noize (указан как Alexander Ridha) — Alarm
- Royal Blood — Out of the Black
- Fukkk Offf — Love Me, Hate Me, Kiss Me, Kill Me
- Fukkk Offf — Rave is King
- Hanuman Tribe — Zozok
- Carpet — Viewings On Horseback
- Boys Noize (as Alexander Ridha) — XTC
- Polydor Blasorchester — Radetzky-Marsch
- Carpet — Riot Kiss
- Hanuman Tribe — Böse Trommel